# Rue du Bac
Rue du Bac je ulice, která se nachází v Paříži v 7. obvodu.

## Umístění
Rue du Bac měří 1150 m. Začíná na křižovatce s Quai Voltaire a Quai Valéry-Giscard-d'Estaing a končí u Rue de Sèvres. Protíná náměstí Place René-Char.
Rue du Bac je také název stanice metra linky 12, která se nachází na křižovatce Boulevardu Raspail a Rue du Bac.

## Původ jména
Ulice vděčí za svůj název přívozu (fr. bac) založenému kolem roku 1550 na současném Quai Voltaire, který převážel v 16. století kamenné bloky určené ke stavbě paláce Tuileries. Přívoz křižoval Seinu v místě současného Pont Royal.
Ulice se nejprve jmenovala Grand chemin du Bac, pak Ruelle du Bac a Grande rue du Bac.
Byla postavena za Ludvíka XIV. na místě dřevěného mostu z roku 1632, který nechal postavit finančník Le Barbierem dle rozhodnutí Ludvíka XIII. poté, co byl svědkem nehody přívozu.
Ulice je citována jako Rue du Bacq v rukopise z roku 1636.
Anglický impresionistický malíř James Abbott McNeill Whistler se sem přistěhoval v roce 1892 se svou ženou Beatrice Whistlerovou do ateliéru Antonia de La Gandary, aby dokončil portrét hraběte Roberta de Montesquiou.
Dne 11. března 1918 během první světové války, vybuchla bomba na křižovatce bulvárů Saint-Germain a Raspail během náletu německých letadel. Dne 26. června 1918 zasáhlo další letecké bombardování dům č. 83.
Dne 29. května 1918 během první světové války explodovala střela vypálená Velkou Bertou u domu č. 97.

## Významné stavby
- Dům č. 1: nachází se v západní části bývalého paláce Mailly-Nesle. Na tomto místě stálo soukromé sídlo Charlese de Batz de Castelmore, hraběte d'Artagnan, kapitána nadporučíka mušketýrů Ludvíka XIV., zabitého při obléhání Maastrichtu v roce 1673, což připomíná pamětní deska na budově. Nyní je zde budova postavená Augustem Rolinem a C. La Horgue v letech 1882-1883.
- Domy č. 2-4: Caisse des dépôts et consignations.
- Blok č. 13 až 17: bývalý Barbierův sál (pojmenovaný po královském sekretáři Louisovi Le Barbierovi) nebo nazývaný sál Pré-aux-Clercs, který se po přestavbě stal kasárnami Mousquetaires-Gris. V letech 1780 až 1833 zde fungoval trh Boulainvilliers.
- Dům č. 13: pobočka banky Société Générale z roku 1865; v roce 1941 se přestěhovala na adresu 199 bis boulevard Saint-Germain.
- Dům č. 24: dne 25. února 1884 zde zemřel generál Jean Paul Adam Schramm.
- Domy č. 29-37: bývalý hôtel des Douanes, který v roce 1913 postavil architekt Roger Bouvard. Do roku 2007 zde sídlilo Centrální ředitelství cel (Direction générale des Douanes et Droits indirects).
- Dům č. 32: žil zde spisovatel Marcel Brion.
- Dům č. 40: portál této budovy vede do průchodu kolmého k rue du Bac, slepé ulici de Valmy. Tato slepá ulice vznikla při stavbě Hôtel de Montalembert (č. 5) (konec 18. století) postaveného pro vévodu z Valmy (bydlel zde Charles de Montalembert); na konci slepé ulice je Hôtel Le Play z konce 19. století; sídlilo zde nejprve ministerstvo pro města, v letech 2016-2017 ministerstvo pro rodinu, dětí a práva žen.
- Dům č. 41: Henri de Gaulle, otec Charlese de Gaulla zde v roce 1907 založil školu, která zde působila do roku 1924.
- Dům č. 42: na nádvoří se nachází umělecká galerie Maeght.
- Dům č. 43: žila zde básnířka Élisa Mercœur a zemřela zde v roce 1835, umístěna je zde pamětní deska. Sídlil zde bývalý fotografický ateliér Charlese Careyho (cca 1860-1870). V této budově žil profesor Cottard, lékař z Proustova Hledání ztraceného času.
- Dům č. 44: hôtel Le Vayer, který v 18. století přestavěl architekt Gabriel de Lestrade. V roce 1932 zde André Malraux složil část La Condition humaine (Goncourtova cena 1933). Americký sochař Jo Davidson si zde pronajal byt. Na počátku 60. let zde žil americký filmový producent a scenárista Darryl F. Zanuck a politik Maurice Couve de Murville.
- Dům č. 46: portál vytvořil sochař Michel Varin, představuje alegorii Opatrnost a Zákon, pochází z období přestavby, kterou v letech 1697-1699 realizoval architekt Jean-Baptiste Voille pro hraběte Samuela-Jacquese Bernarda de Coubert (1686-1753). Po roce 1739 byl palác přestavěn, přestavbou byli pověřeni architekti Louis Fourcroy a François Debias-Aubry. Po smrti hraběte de Coubert v roce 1753 palác koupila rodina de Grimberghe, poté měnil několikrát majitele. Vnitřní výzdoba jako obrazy (malíři Carle Van Loo, Jean-Baptiste Oudry a Jean Restout) byla rozptýlena v roce 1887. Baron Edmond James de Rothschild části přenesl do muzea Jacquemart-André, do paláce hôtel de Pontalba (41, rue du Faubourg-Saint-Honoré) a na zámek ve Vaux-le-Pénil. Palác také nese název "Bologne", podle Georgese de Bologne Saint-Georges, který byl správcem daní. Po roce 1812 zde bydleli Paul Barras a novinář a spisovatel Louis Veuillot (1813-1883). Po roce 1888, kdy většinu paláce obývala společnost Deyrolle zabývající se preparací, zmizela většina původní výzdoby. Na budově je umístěna pamětní deska, že zde byl během pařížského povstání zastřelen odbojář Roger Connan. Portál, fasády, střechy a schodiště jsou chráněny jako historická památka.
- Křižovatka rue du Bac/boulevard Saint-Germain/boulevard Raspail: nacházela se zde bronzová socha vynálezce Clauda Chappa odhalená roku 1893 a roztavená během nacistické okupace.
- Dům č. 65: fotografický ateliér Françoise Antoina Vizzavony (1876-1961).
- Dům č. 78: narodil se zde v roce 1836 architekt Ernest Sanson.
- Dům č. 79: v empírovém slohu z roku 1806; jeho fasáda na ulici a vnitřní výzdoba jsou chráněny jako historická památka.
- Domy č. 83-85: bývalý klášter Neposkvrněného početí, či klášter rekoletů založený roku 1637.
- Dům č. 84: původní vstup do zahrad paláce hôtel de Galliffet, jehož hlavní vstup je v č. 73, rue de Grenelle.
- Dům č. 86: nachází se na místě paláce hôtel Dillon.
- Dům č. 87: první ateliér pro kolorování filmů zde založila Élisabeth Thuillier (1841-1907) a převzala její dcera Berthe (1867-1947). Ateliér spolupracoval s režisérem Georgesem Mélièsem např. kolorování jeho filmu Cesta na Měsíc (1902).
- Dům č. 91: narodila se zde Henriette Lucy Dillon.
- Dům č. 92: v roce 1969 zde bydlel spisovatel Georges Perec.
- Křižovatka rue du Bac / rue de Varenne: v jihozápadní části (dnešní dům č. 98) se nacházely zahrady nemocnice Charité. Část zahrad v 17. století odkoupilo Společenství zahraničních misií.
- Dům č. 94: bydlel zde pastor Charles Christian Gambs.
- Dům č. 97: hôtel de Ségur (též hôtel de Salm-Dyck) nechal postavit roku 1722 Pierre Henry Lemaître (jako architekt považován François Debias-Aubry). V roce 1726 palác získala vévodkyně de Gramontu, rozená Marie Christine de Noailles (1672-1748), která zde provdala svou dceru za vévodu de Ruffec, nejstaršího syna Saint-Simona. Za francouzské revoluce byla majitelem vikomt Joseph-Alexandre de Ségur (1756-1805). V roce 1809 palác získal hrabě Joseph de Salm-Reifferscheidt-Dyck (1773-1861) a nechal vyzdobit místnosti v prvním patře v empírovém stylu (architekt Antoine Vaudoyer a malíř Jean-Jacques Lagrenée). Ta je chráněna jako historická památka.
- Dům č. 98: na jeho místě se nacházel kabaret Deux anges, kde generál Georges Cadoudal v roce 1804 připravoval spiknutí proti Napoleonovi Bonaparte, na což upomíná pamětní deska.
- Dům č. 101: hôtel de La Feuillade, postavený v 18. století, částečně zapsaný na seznam historických památek.
- Dům č. 102: hôtel de Sainte-Aldegonde z 1. poloviny 18. století.
- Dům č. 106: sídlo Délégation catholique pour la coopération.
- Dům č. 108: pozemek patřil vévodům de La Rochefoucauld-Doudeauville. V roce V roce 1910 nechala vévodkyně de Doudeauville, rozená princezna Louise Radziwill, postavit velké činžovní domy. Bydleli zde vědec a astronom Pierre-Simon de Laplace, spisovatel, novinář a tenisový šampion Claude Anet, spisovatel a bývalý diplomat Romain Gary. Jean Sebergová se po rozvodu s Romainem Garym přestěhovala do jiného bytu v domě.
- Dům č. 110: malíř James Abbott McNeill Whistler (1834-1903) zde bydlel v letech 1892-1901. Jeho ateliér a byt mu v roce 1812 postavil architekt Louis-Pierre Baltard, otec Victora Baltarda.
- Domy č. 118-120: dva spojené paláce postavil v letech 1713-1715 Claude Nicolas Lepas-Dubuisson pro Společenství zahraničních misií. Palác č. 118 je též znám jako hôtel de Clermont-Tonnerre, podle nájemníka z konce 18. století. Portály představují čtyři světové strany. Za jejich autora je považován sochař Jean-Baptiste Tureau. François-René de Chateaubriand bydlel v paláci č. 120 od roku 1838 až do své smrti v roce 1848.
- Dům č. 124: dobrovolnická služba Společenství zahraničních misií.
- Dům č. 125: narodil se zde malíř Camille Corot.
- Dům č. 128: Společenství zahraničních misií. Kapli postavil v letech 1683-1689 stavitel Lepas-Dubuisson.
- Dům č. 136: bývalý hôtel de La Vallière, který po roce 1770 rozšířil architekt Nicolas Ducret. Ve filmu Pan Klein Robert Klein (Alain Delon) bydlí na této adrese. Scény odehrávající se před vstupem se natáčely u domu č. 108.
- Domy č. 138-140: původní budovy postavené pro Kongregaci Milosrdných sester svatého Vincence de Paul a kaple Notre-Dame-de-la-Médaille-miraculeuse, kde se v roce 1830 Catherine Labouré zjevila Panna Marie.
- Square des Missions-Étrangères: na jeho místě se nacházel hôtel Montpeyroux, který v roce 1759 postavil Nicolas Ducret. Nachází se zde busta Chateaubrianda, s odkazem na jeho bydliště v protějším domě.